# Società Sportiva Lazio 1988-1989
Questa voce raccoglie le informazioni riguardanti la Società Sportiva Lazio nelle competizioni ufficiali della stagione 1988-1989.

## Stagione
Nella stagione 1988-1989 la Lazio, dopo tre anni trascorsi in Serie B, si riaffaccia alla ribalta del calcio nazionale, con un nuovo allenatore in luogo di Eugenio Fascetti che l'ha riportata in Serie A; il nuovo tecnico è Giuseppe Materazzi, e con lui arrivano tre sudamericani, gli uruguaiani Rubén Sosa Ardaiz e Nelson Gutiérrez e l'argentino Gustavo Dezotti, mentre viene ceduto al Bari la punta Paolo Monelli, protagonista a suon di reti nella precedente corsa-promozione. Il ritiro del precampionato viene svolto a Serramazzoni, nel modenese.

L'esordiente Paolo Di Canio, autore del gol che permise alla Lazio di vincere il derby del 15 gennaio 1989.

Il campionato dei biancocelesti ha un percorso regolare: sono stati raccolti 14 punti nel girone di andata e 15 nel girone di ritorno. Viene archiviato un discreto undicesimo posto con 29 punti. Un torneo caratterizzato da ben 19 pareggi, da 5 vittorie e 10 sconfitte. I migliori marcatori di stagione sono Ruben Sosa con 12 reti e Gustavo Dezotti con 9 centri.
Nella Coppa Italia la Lazio ha superato, prima del campionato, la prima fase, con il terzo posto ottenuto nel terzo girone di qualificazione. Nella seconda fase ha vinto il quinto girone che qualifica ai quarti di finale, nei quali incappa nell'Atalanta, che a gennaio ottiene il passaggio alla semifinale battendo (2-0) i romani a Bergamo, e perdendo (2-3) all'Olimpico.

## Divise e sponsor
Anche per la stagione 1988-1989 la Lazio conferma Kappa come sponsor tecnico e Cassa di Risparmio di Roma come sponsor ufficiale.
| Casa | Trasferta |

## Organigramma societario
Area direttiva
- Proprietario: Renato Bocchi
- Presidente: Gianmarco Calleri
- Vice Presidente: Giorgio Calleri
- Segretaria: Gabriella Grassi

Area tecnica
- Direttore sportivo: Carlo Regalia
- Allenatore: Giuseppe Materazzi
- Allenatore in seconda: Giancarlo Oddi

## Rosa

L'uruguaiano Rubén Sosa, neoacquisto e protagonista in maglia laziale a cavallo dei due decenni.

| N. |                    | Ruolo | Calciatore                 |
| -- | ------------------ | ----- | -------------------------- |
|    | Italia (bandiera)  | P     | Valerio Fiori              |
|    | Italia (bandiera)  | P     | Silvano Martina            |
|    | Italia (bandiera)  | P     | Alessandro Salafia         |
|    | Italia (bandiera)  | D     | Paolo Beruatto             |
|    | Italia (bandiera)  | D     | Luca Brunetti              |
|    | Italia (bandiera)  | D     | Antonio Delucca            |
|    | Italia (bandiera)  | D     | Angelo Gregucci            |
|    | Uruguay (bandiera) | D     | Nelson Gutiérrez           |
|    | Italia (bandiera)  | D     | Raimondo Marino (capitano) |
|    | Italia (bandiera)  | D     | Marco Monti                |
|    | Italia (bandiera)  | D     | Massimo Piscedda           |
|    | Italia (bandiera)  | C     | Antonio Elia Acerbis       |
|    | Italia (bandiera)  | C     | Giancarlo Camolese         |

| N. |                      | Ruolo | Calciatore          |
| -- | -------------------- | ----- | ------------------- |
|    | Italia (bandiera)    | C     | Luigi Di Biagio     |
|    | Italia (bandiera)    | C     | Cristiano Di Loreto |
|    | Italia (bandiera)    | C     | Alfonso Greco       |
|    | Italia (bandiera)    | C     | Andrea Icardi       |
|    | Italia (bandiera)    | C     | Ciro Muro           |
|    | Italia (bandiera)    | C     | Gabriele Pin        |
|    | Italia (bandiera)    | C     | Gabriele Savino     |
|    | Italia (bandiera)    | C     | Claudio Sclosa      |
|    | Argentina (bandiera) | A     | Gustavo Dezotti     |
|    | Italia (bandiera)    | A     | Paolo Di Canio      |
|    | Italia (bandiera)    | A     | Antonio Rizzolo     |
|    | Italia (bandiera)    | A     | Giampaolo Saurini   |
|    | Uruguay (bandiera)   | A     | Rubén Sosa          |

## Calciomercato

### Sessione estiva
| Acquisti | Acquisti                   | Acquisti          | Acquisti                         |
| R.       | Nome                       | da                | Modalità                         |
| -------- | -------------------------- | ----------------- | -------------------------------- |
| D        | Antonio Delucca            | Monza             | fine prestito                    |
| D        | Nelson Gutiérrez           | River Plate       | definitivo                       |
| D        | Marco Monti                | Virescit Bergamo  | prestito con diritto di riscatto |
| D        | Raffaele Perna             | Lodigiani         | fine prestito                    |
| C        | Andrea Icardi              | Atalanta          | definitivo                       |
| C        | Claudio Sclosa             | Pisa              | definitivo                       |
| A        | Gustavo Dezotti            | Newell's Old Boys | definitivo                       |
| A        | Giampaolo Saurini          | Cagliari          | fine prestito                    |
| A        | Antonio Maurizio Schillaci | Messina           | fine prestito                    |
| A        | Rubén Sosa                 | Real Saragozza    | definitivo                       |

| Cessioni | Cessioni                   | Cessioni         | Cessioni          |
| R.       | Nome                       | a                | Modalità          |
| -------- | -------------------------- | ---------------- | ----------------- |
| D        | Luciano Foschi             | Virescit Bergamo | definitivo        |
| D        | Raffaele Perna             | Latina           | definitivo        |
| C        | Federico Agostinelli       | Monopoli         | definitivo        |
| C        | Oberdan Biagioni           | Monopoli         | prestito biennale |
| C        | Domenico Caso              | Latina           | definitivo        |
| C        | Vincenzo Esposito          | Atalanta         | definitivo        |
| A        | Giuseppe Galderisi         | Milan            | fine prestito     |
| A        | Paolo Monelli              | Bari             | definitivo        |
| A        | Fabio Nigro                | Viterbese        | definitivo        |
| A        | Antonio Maurizio Schillaci | Messina          | definitivo        |

### Sessione autunnale
| Acquisti | Acquisti | Acquisti | Acquisti |
| R.       | Nome     | da       | Modalità |
| -------- | -------- | -------- | -------- |

| Cessioni | Cessioni           | Cessioni | Cessioni   |
| R.       | Nome               | a        | Modalità   |
| -------- | ------------------ | -------- | ---------- |
| P        | Alessandro Salafia | Jesi     | definitivo |
| D        | Luca Brunetti      | Taranto  | definitivo |
| C        | Giancarlo Camolese | Padova   | definitivo |
| C        | Gabriele Savino    | Brescia  | definitivo |

## Risultati

### Serie A

#### Girone di andata
| Cesena 9 ottobre 1988 1ª giornata | Cesena              | 0 – 0 referto | Lazio | Stadio Dino Manuzzi (16 164 spett.)\| Arbitro: \| Amendolia (Messina) \| |
| Arbitro:                          | Amendolia (Messina) |               |       |                                                                          |

| Arbitro: | Felicani (Bologna) |

|              |           |                   |
| Gregucci 45’ | Marcatori | 39’ (aut.) G. Pin |

| Milano 23 ottobre 1988 3ª giornata | Milan              | 0 – 0 referto | Lazio | Stadio Giuseppe Meazza (41 612 spett.)\| Arbitro: \| Sguizzato (Verona) \| |
| Arbitro:                           | Sguizzato (Verona) |               |       |                                                                            |

| Arbitro: | Cornieti (Forlì) |

|                    |           |            |
| Dezotti 42’ (rig.) | Marcatori | 68’ Giunta |

| Arbitro: | Frigerio (Milano) |

|               |           |             |
| Carnevale 28’ | Marcatori | 66’ Rizzolo |

| Arbitro: | Di Cola (Avezzano) |

|                            |           |              |
| Rizzolo 1’, 52’ G. Pin 79’ | Marcatori | 31’ Caniggia |

| Bologna 27 novembre 1988 7ª giornata | Bologna          | 0 – 0 referto | Lazio | Stadio Renato Dall'Ara (19 170 spett.)\| Arbitro: \| Baldas (Trieste) \| |
| Arbitro:                             | Baldas (Trieste) |               |       |                                                                          |

| Arbitro: | Paparesta (Bari) |

|  |           |               |
|  | Marcatori | 60’ Strömberg |

| Arbitro: | Frigerio (Milano) |

|            |           |  |
| Baroni 60’ | Marcatori |  |

| Arbitro: | Sguizzato (Verona) |

|                      |           |               |
| Gregucci 5’ Sosa 25’ | Marcatori | 53’, 65’ Tita |

| Arbitro: | Di Cola (Avezzano) |

|                |           |          |
| Incocciati 36’ | Marcatori | 86’ Sosa |

| Arbitro: | Magni (Bergamo) |

|                                           |           |  |
| Borgonovo 18’ Salvatori 57’ R. Baggio 87’ | Marcatori |  |

| Arbitro: | D'Elia (Salerno) |

|              |           |  |
| Di Canio 25’ | Marcatori |  |

| Arbitro: | Felicani (Bologna) |

|                |           |  |
| Mandorlini 40’ | Marcatori |  |

| Roma 29 gennaio 1989 15ª giornata | Lazio           | 0 – 0 referto | Juventus | Stadio Olimpico (45 532 spett.)\| Arbitro: \| Magni (Bergamo) \| |
| Arbitro:                          | Magni (Bergamo) |               |          |                                                                  |

| Arbitro: | Luci (Firenze) |

|             |           |  |
| Mancini 44’ | Marcatori |  |

| Roma 12 febbraio 1989 17ª giornata | Lazio                     | 0 – 0 referto | Ascoli | Stadio Olimpico (22 560 spett.)\| Arbitro: \| Pezzella (Frattamaggiore) \| |
| Arbitro:                           | Pezzella (Frattamaggiore) |               |        |                                                                            |

#### Girone di ritorno
| Roma 19 febbraio 1989 18ª giornata | Lazio            | 0 – 0 referto | Cesena | Stadio Olimpico (26 302 spett.)\| Arbitro: \| D'Elia (Salerno) \| |
| Arbitro:                           | D'Elia (Salerno) |               |        |                                                                   |

| Arbitro: | Di Cola (Avezzano) |

|                                                      |           |                                      |
| E. Rossi 19’ Cravero 25’ (rig.) Škoro 46’ Müller 75’ | Marcatori | 13’ G. Pin 50’ Sosa 54’ (aut.) Škoro |

| Arbitro: | Agnolin (Bassano del Grappa) |

|                 |           |                |
| Sosa 35’ (rig.) | Marcatori | 24’ van Basten |

| Arbitro: | Pairetto (Nichelino) |

|                        |           |               |
| Giunta 5’ Maccoppi 90’ | Marcatori | 57’ Gutiérrez |

| Arbitro: | Lanese (Messina) |

|          |           |          |
| Sosa 31’ | Marcatori | 19’ Neri |

| Verona 2 aprile 1989 23ª giornata | Verona            | 0 – 0 referto | Lazio | Stadio Marcantonio Bentegodi (21 488 spett.)\| Arbitro: \| Frigerio (Milano) \| |
| Arbitro:                          | Frigerio (Milano) |               |       |                                                                                 |

| Roma 9 aprile 1989 24ª giornata | Lazio               | 0 – 0 referto | Bologna | Stadio Olimpico (31 490 spett.)\| Arbitro: \| Amendolia (Messina) \| |
| Arbitro:                        | Amendolia (Messina) |               |         |                                                                      |

| Arbitro: | Luci (Firenze) |

|                                                |           |          |
| Piscedda 28’ (aut.) Barcella 40’ Pasciullo 68’ | Marcatori | 61’ Sosa |

| Roma 30 aprile 1989 26ª giornata | Lazio            | 0 – 0 referto | Lecce | Stadio Olimpico (28 620 spett.)\| Arbitro: \| D'Elia (Salerno) \| |
| Arbitro:                         | D'Elia (Salerno) |               |       |                                                                   |

| Pescara 7 maggio 1989 27ª giornata | Pescara                      | 0 – 0 referto | Lazio | Stadio Adriatico (20 437 spett.)\| Arbitro: \| Agnolin (Bassano del Grappa) \| |
| Arbitro:                           | Agnolin (Bassano del Grappa) |               |       |                                                                                |

| Arbitro: | Pezzella (Frattamaggiore) |

|              |           |  |
| Gregucci 72’ | Marcatori |  |

| Arbitro: | Frigerio (Milano) |

|                 |           |  |
| Sosa 57’ (rig.) | Marcatori |  |

| Roma 28 maggio 1989 30ª giornata | Roma             | 0 – 0 referto | Lazio | Stadio Olimpico (60 288 spett.)\| Arbitro: \| D'Elia (Salerno) \| |
| Arbitro:                         | D'Elia (Salerno) |               |       |                                                                   |

| Arbitro: | Amendolia (Messina) |

|             |           |                           |
| Dezotti 53’ | Marcatori | 68’ Bergomi 79’, 84’ Díaz |

| Arbitro: | Magni (Bergamo) |

|                                                   |           |                       |
| Buso 21’, 79’ Piscedda 58’ (aut.) De Agostini 66’ | Marcatori | 17’ Gregucci 42’ Sosa |

| Arbitro: | Pezzella (Frattamaggiore) |

|             |           |  |
| Dezotti 37’ | Marcatori |  |

| Ascoli Piceno 25 giugno 1989 34ª giornata | Ascoli           | 0 – 0 referto | Lazio | Stadio Cino e Lillo Del Duca (13 341 spett.)\| Arbitro: \| D'Elia (Salerno) \| |
| Arbitro:                                  | D'Elia (Salerno) |               |       |                                                                                |

### Coppa Italia

#### Primo turno
| Arbitro: | Cornieti (Forlì) |

|                           |           |            |
| Bruno 31’ Marchegiani 69’ | Marcatori | 6’ Dezotti |

| Arbitro: | Nicchi (Arezzo) |

|                                  |           |  |
| Sosa 67’ (rig.), 81’ Rizzolo 79’ | Marcatori |  |

| Arbitro: | Bailo (Novi Ligure) |

|                          |           |  |
| Di Canio 69’ Dezotti 78’ | Marcatori |  |

| Arbitro: | Pezzella (Frattamaggiore) |

|                                                  |           |                                      |
| Modica 38’ S. Schillaci 51’ (rig.) Cambiaghi 63’ | Marcatori | 21’ Marino 58’, 78’ Dezotti 67’ Sosa |

| Arbitro: | D'Elia (Salerno) |

|                            |           |             |
| Mannari 11’ Cappellini 28’ | Marcatori | 42’ Rizzolo |

#### Secondo turno
| Arbitro: | Pairetto (Torino) |

|             |           |  |
| Dezotti 27’ | Marcatori |  |

| Arbitro: | Pairetto (Torino) |

|            |           |               |
| Dezotti 1’ | Marcatori | 6’ A. Bianchi |

| Arbitro: | Magni (Bergamo) |

|  |           |          |
|  | Marcatori | 57’ Sosa |

#### Quarti di finale
| Arbitro: | Pezzella (Frattamaggiore) |

|                              |           |  |
| Serioli 59’ Evair 76’ (rig.) | Marcatori |  |

| Arbitro: | Sguizzato (Verona) |

|                                    |           |                  |
| Marino 16’ Gregucci 49’ G. Pin 82’ | Marcatori | 41’, 56’ Madonna |

## Statistiche

### Statistiche di squadra
| Competizione | Punti | In casa | In casa | In casa | In casa | In casa | In casa | In trasferta | In trasferta | In trasferta | In trasferta | In trasferta | In trasferta | Totale | Totale | Totale | Totale | Totale | Totale | DR |
| Competizione | Punti | G       | V       | N       | P       | Gf      | Gs      | G            | V            | N            | P            | Gf           | Gs           | G      | V      | N      | P      | Gf     | Gs     | DR |
| ------------ | ----- | ------- | ------- | ------- | ------- | ------- | ------- | ------------ | ------------ | ------------ | ------------ | ------------ | ------------ | ------ | ------ | ------ | ------ | ------ | ------ | -- |
| Serie A      | 29    | 17      | 5       | 10      | 2       | 14      | 11      | 17           | 0            | 9            | 8            | 9            | 21           | 34     | 5      | 19     | 10     | 23     | 32     | -9 |
| Coppa Italia | 11    | 5       | 4       | 1       | 0       | 10      | 3       | 5            | 2            | 0            | 3            | 7            | 9            | 10     | 6      | 1      | 3      | 17     | 12     | +5 |
| Totale       |       | 22      | 9       | 11      | 2       | 24      | 14      | 22           | 2            | 9            | 11           | 16           | 30           | 44     | 11     | 20     | 13     | 40     | 44     | -4 |

### Statistiche dei giocatori
Nel conteggio delle reti realizzate si aggiunga un'autorete a favore in campionato.
| Giocatore    | Serie A  | Serie A | Coppa Italia | Coppa Italia | Totale   | Totale |
| Giocatore    | Presenze | Reti    | Presenze     | Reti         | Presenze | Reti   |
| ------------ | -------- | ------- | ------------ | ------------ | -------- | ------ |
| A.E. Acerbis | 29       | 0       | 6            | 0            | 35       | 0      |
| P. Beruatto  | 28       | 0       | 9            | 0            | 37       | 0      |
| L. Brunetti  | -        | -       | -            | -            | -        | -      |
| G. Camolese  | -        | -       | 3            | 0            | 3        | 0      |
| A. Delucca   | -        | -       | -            | -            | -        | -      |
| G. Dezotti   | 29       | 3       | 9            | 6            | 38       | 9      |
| L. Di Biagio | 1        | 0       | -            | -            | 1        | 0      |
| C. Di Loreto | 1        | 0       | 2            | 0            | 3        | 0      |
| P. Di Canio  | 30       | 1       | 7            | 1            | 37       | 2      |
| V. Fiori     | 12       | -11     | 2            | -4           | 14       | -15    |
| A. Greco     | 11       | 0       | 2            | 0            | 13       | 0      |
| A. Gregucci  | 26       | 4       | 6            | 1            | 32       | 5      |
| N. Gutiérrez | 17       | 1       | 8            | 0            | 25       | 1      |
| A. Icardi    | 25       | 0       | 9            | 0            | 34       | 0      |
| R. Marino    | 26       | 0       | 8            | 2            | 34       | 2      |
| S. Martina   | 22       | -21     | 8            | -8           | 30       | -29    |
| M. Monti     | 29       | 0       | 7            | 0            | 36       | 0      |
| C. Muro      | 24       | 0       | 10           | 0            | 34       | 0      |
| G. Pin       | 27       | 2       | 9            | 1            | 36       | 3      |
| M. Piscedda  | 25       | 0       | 9            | 0            | 34       | 0      |
| A. Rizzolo   | 23       | 3       | 7            | 2            | 30       | 5      |
| A. Salafia   | -        | -       | -            | -            | -        | -      |
| G. Saurini   | -        | -       | -            | -            | -        | -      |
| G. Savino    | -        | -       | -            | -            | -        | -      |
| C. Sclosa    | 15       | 0       | 8            | 0            | 23       | 0      |
| R. Sosa      | 33       | 8       | 10           | 4            | 43       | 12     |